# Arthur Young

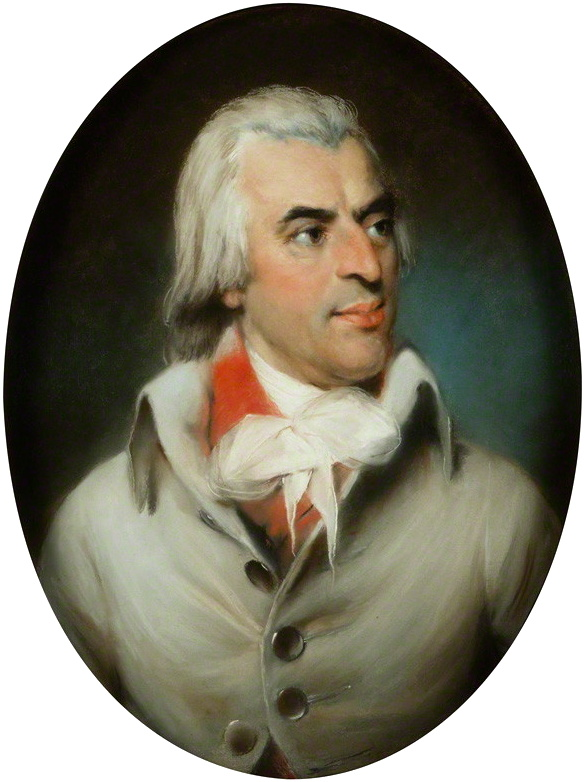
Arthur Young (1794)

Arthur Young (sinh 11 tháng 9 năm 1741 - mất 12 tháng 4 năm 1820) là một học giả người Anh về lĩnh vực nông nghiệp, kinh tế học và thống kê xã hội. Arthur là con trai thứ hai của Rev. Arthur Young, hiệu trưởng của Bradfield Combust, Suffolk.